# Magnolia guangdongensis
Magnolia guangdongensis là một loài thực vật có hoa trong họ Magnoliaceae. Loài này được (Y.H. Yan, Q.W. Zeng & F.W. Xing) Noot. mô tả khoa học đầu tiên năm 2008.